# Cordylidae
Cordylidae este o familie de șopârle.